# Tsuga caroliniana
Tsuga caroliniana, la tsuga de Carolina, es una especie arbórea perteneciente a las coníferas Pinophyta, originaria de los montes Apalaches en el suroeste de Virginia, oeste de Carolina del Norte, extremo noreste de Georgia, noroeste de Carolina del Sur, y este de Tennessee. Su hábitat se encuentra en las laderas rocosas de montaña a altitudes de 700-1200 m. La condición de crecimiento óptimo es una zona parcialmente umbría con suelo húmedo pero bien drenado en un clima fresco.
Es una conífera siempreverde que crece hasta 30 m (excepcionalmente 34 m) de alto y 110 cm en diámetro de tronco en condiciones forestales. La copa es compacta y piramidal, que crece hasta 8 m de ancho. La corteza es gruesa, de pardo rojizo y se va fisurando entre las crestas escamosas. Las ramas son rígidas y usualmente horizontales, pero a menudo ligeramente caídas. Los brotes son pardo rojizo a pardo anaranjado con una fina vellosidad. Las hojas tienen 5-20 mm de largo y 1,8–2 mm de ancho, son aplanadas, con una punta redondeada. Los estróbilos tienen 2-4 cm de largo, verdes, cuando maduran son de pardo claro a medio 6–7 meses después de la polinización. Cuando están totalmente abiertos, sus escamas se encuentran en ángulo recto o flexionados respecto al eje central.
Tsuga caroliniana se usa más como árbol ornamental, debido a su rareza. En paisajismo, es parecido en apariencia a la Tsuga de Canadá, pero la especie caroliniana tiene una profunda raíz primaria, en comparación con las raíces agresivas y superficiales de la canadensis. Esto significa que los arbustos y otras plantas pueden crecer más fácilmente por debajo de la caroliniana.